# ديتوكس
ماثيو ساندرسون(بالإنجليزية: Matthew Sanderson)‏(من مواليد 3 يونيو 1985) المعروف بإسمه المسرحي Detox Icunt أو ديتوكس ، هو دراق كوين ومغني أمريكي. كان ديتوكس يلعب دوراً أساسياً كدراق كوين في جنوب كاليفورنيا قبل الحصول على شهرة واسعة في الموسم الخامس من روبول دراق ريس.

## بداية حياته
لدى ماثيو شقيق توأم اسمه مايكل وشقيقة اسمها هيذر. التحق بمدرسة Manatee High School قبل أن تنتقل أسرته إلى ولاية كارولينا الشمالية حيث تخرج من مدرسة South View High School عام 2003. بدأ ساندرسون عروض الدراق بينما كان في سن المراهقة في ولاية فلوريدا. وكانت Mizz Kori هي الـ “Drag Mother” لساندرسون حيث حجزته معها لأول مرة في ملهى ليلي في أورلاندو.
في عام 2009 أُصيب ساندرسون في حادث سيارة تطلب إعادة بناء جبهته.

## حياته الفنية
روبول دراق ريس
في نوفمبر 2012 أعلنت قناة Logo Tv أن ديتوكس كانت من بين 14 متنافس في روبول دراق ريس الموسم الخامس. وفاز ديتوكس التحدي الرئيسي في حلقة "Draggle Rock". وكجزء من العرض غنت ديتوكس على أغنية "?Can I get An Amen" وساعدت عائدات الأغنية مركز لوس أنجلوس للمثليين. أنهى ديتوكس الموسم في المركز الرابع.

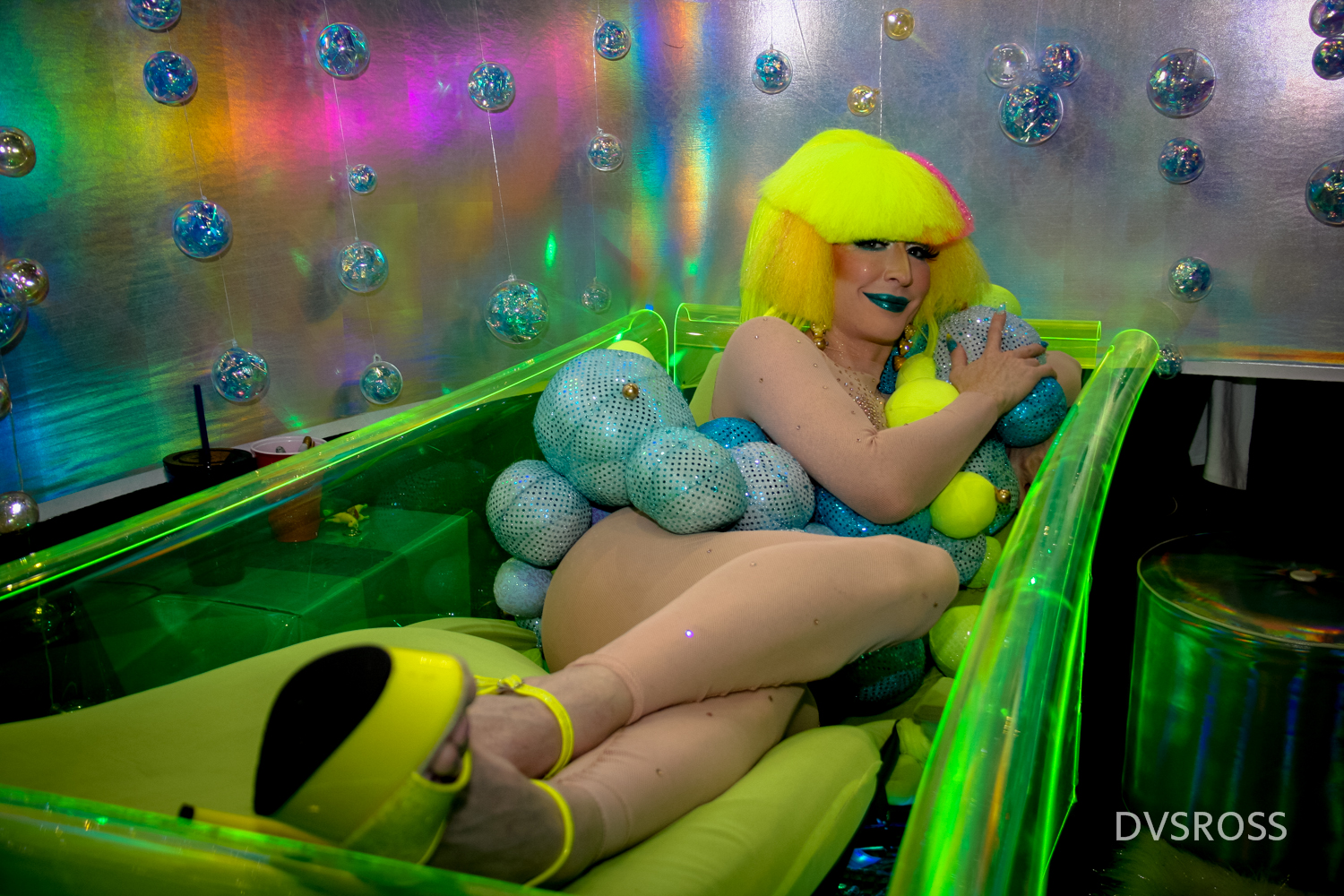
ديتوكس في روبول دراق كون عام 2017

في يونيو 2016 تم الإعلان عن ديتوكس كأحد المتنافسين في الموسم الثاني من روبول دراق ريس: أول ستارز حيث حلت في المركز الثاني.
مشاريع أخرى
ظهرت ديتوكس في مقاطع الفيديو الموسيقية مع كيشا وريانا وهي عضو في عروض تشاد مايكلز Dream Girls وهو أطول عرض للدراق كوينز في كاليفورنيا. وهو أيضا عضو في فرقة Tranzkuntinental. بدأت الفرقة من قبل تشارلي بولسون وزاندر سميث وتضم الدراق كوينز كيلي مانتل، رييا ليتري، فيكي فوكس وويلام بيلي.
عمل ديتوكس كـ عارض أزياء كجزء من ورشة عمل ترانمال ماستر كلاس في مشروع “Machine”. تم تصوير الحدث من قبل أوستن يونغ.
في عام 2011 عرضت ديتوكس في عرض الدراق Showgirls ، وهو عرض مباشر تم إخراجه من قبل ستيفن غوارينو وعُرِض في ملهى ليغراوي في هوليوود.
في مارس 2012 ، أصدر ويلام بيلي محاكاة ساخرة لـ "Hold On" ظهرت في الأغنية ديتوكس وفيكي فوكس، اللتان شاركتا في كتابة كلمات المحاكاة الساخرة.

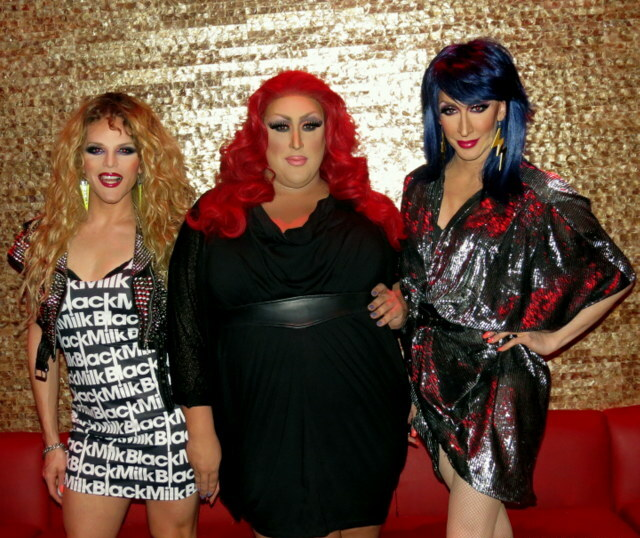
ديتوكس ، فيكي و ويلام بيلي في هيوستن ، تكساس عام 2013

وقد بدأ الثلاثة في الأداء تحت اسم DWV ، وهي الأحرف الأولى من أسمائهن (Detox و Willam و Vicky). أصدروا معاً عدة أغاني أخرى: "Boy is a Bottom"، محاكاة ساخرة لـ "Girl on Fire" لـ أليشيا كيز التي حلت في المركز السادس على أغاني بيلبورد الكوميدية حيث بيعت 3,000 نسخه في الأسبوع الأول. «سيليكون»، محاكاة ساخرة من "Dancing On My Own " لـ روبن و "Blurred Bynes"، محاكاة ساخرة لـ "Blurred Lines" للمخرج روبن ثيكس.
في عام 2017 مثل ديتوكس في فيلم Cherry Pop ، من إخراج أسعد يعقوب إلى جانب زملائه الدارق كوينز تيمبست دوجور، مايهيم ميلر وبوب ذا دراق كوين.

## المشاركات

### مشاركات تلفزيونية
| السنة | البرنامج                     | الدور | الملاحظات                          |
| ----- | ---------------------------- | ----- | ---------------------------------- |
| 2013  | روبول دراق ريس               | نفسه  | المركز الرابع؛ أستبعد في الحلقة 11 |
| 2013  | RuPaul's Drag Race: Untucked | نفسه  |                                    |
| 2013  | NewNowNext Awards            | نفسه  |                                    |
| 2014  | Drag Queens of London        | نفسه  | الحلقة 2                           |
| 2015  | Skin Wars                    | نفسه  |                                    |
| 2016  | روبول دراق ريس: أول ستارز    | نفسه  | المركز الثاني؛ الموسم الثاني       |
| 2017  | Gay for Play Game Show       | نفسه  |                                    |
| 2018  | Botched                      | نفسه  | الموسم الرابع؛ الحلقه 19           |

### سلاسل الويب
| السنة   | اسم السلسلة          | الدور     | ملاحظات                      |
| ------- | -------------------- | --------- | ---------------------------- |
| 2012–13 | Neil's Puppet Dreams | دراق كوين | الحلقة الخامسة: "Dream Bump" |
| 2015    | Oh, Pit Crew         | المضيف    |                              |

### الأفلام
| عام  | الفلم      | دور    | الملاحظات                        |
| ---- | ---------- | ------ | -------------------------------- |
| 2017 | Cherry Pop | ديتوكس | مثل ساندرسون دوره بشخصيته ديتوكس |

### عروض الفيديو الموسيقية
| عام  | اغنية                                     | المخرج          |
| ---- | ----------------------------------------- | --------------- |
| 2008 | "دستربيا (أغنية ريانا)" (ريانا)           | أنثوني ماندلر   |
| 2008 | "Undead" (Hollywood Undead)               | جوناس اكيرلاند  |
| 2010 | "Backstabber" (كشا)                       | N/A             |
| 2010 | "Take It Off ‏" (Version 2) (كشا)          | سكيني           |
| 2010 | "Sleazy Remix 2.0: Get Sleazier ‏" (كشا)   | نيكولاس قوسين   |
| 2011 | "إس أند إم (أغنية)" (ريانا)               | ميلينا ماتسوكاس |
| 2012 | "Gimme All Your Blood" (Jackie Beat)      | اوستن يونغ      |
| 2012 | "Prom Night" (جيفري ستار)                 | روبي ستاربوك    |
| 2013 | "تصفيق (أغنية)" (Lyric video) (ليدي غاغا) | ليدي غاغا       |

## روابط خارجية
- TheOnlyDetox[1]على تويتر.
- Detox  على فيسبوك.
- ديتوكس على موقع IMDb (الإنجليزية)
- ديتوكس على موقع ميوزك برينز (الإنجليزية)
- ديتوكس على موقع قاعدة بيانات الفيلم (الإنجليزية)

قالب:RuPaul's Drag Race
1. ↑  MusicBrainz (بالإنجليزية), MetaBrainz Foundation, QID:Q14005